# Memorbuch
Vous lisez un « article de qualité » labellisé en 2008.
Un Memorbuch (allemand « livre de la mémoire », plur. Memorbücher) est un ouvrage destiné à entretenir la mémoire des martyrs de différentes villes et régions du monde ashkénaze.
La pratique des Memorbücher commence dans le Saint-Empire romain germanique, à la suite du massacre de Juifs lors de la première croisade à Worms, Spire, Mayence, Bonn, Cologne. Un Memorbuch se compose la plupart du temps de quatre parties : une brève partie liturgique (prières dites lors de la commémoration des défunts), un martyrologe, un nécrologe des rabbins et des bienfaiteurs de la communauté, et enfin une liste des défunts dont le souvenir doit être entretenu. Dans un Memorbuch, on trouve des noms de personnes et de localités, mais très rarement un fait historique proprement dit. Les Memorbücher sont de précieux documents pour les généalogistes désireux de retracer l'histoire et les pérégrinations des familles juives rhénanes.
Les livres du souvenir sont redevenus, après une interruption au XIXe siècle, un élément important de la mémoire juive pour commémorer la disparition du Yiddishland et les victimes de la Shoah. Ces livres sont généralement appelés Yizker-bikher.

## Les origines desMemorbücher
Le terme Memorbuch vient d'un mot d'origine latine Memor et du mot allemand Buch. Dans la tradition juive, une place importante est réservée au rappel du souvenir des morts. Il s'agit de les extraire ainsi de la géhenne grâce au recours de la miséricorde divine. Le rappel du souvenir des morts devient donc une obligation car les bienfaits et les aumônes des vivants permettent d'assurer le salut des morts. Certains pensent aussi que l'homme pieux peut couronner son existence en faisant un don à une œuvre charitable, à la condition que celle-ci, ou la communauté, pourvoit au rappel de sa mémoire. Peu à peu, le « commémoré » ou ses héritiers, prennent l'habitude d'établir les dispositions nécessaires pour entretenir le souvenir d'un homme pieux. Cette pratique est à l'origine des Memorbücher. Le plus ancien est le Memorbuch de Nuremberg écrit entre 1296 et 1298. Il est si complet que les historiens pensent que d'autres manuscrits plus anciens ont dû servir de base de référence. Les historiens ne disposent pas de l'original mais de copies du XVIIIe siècle. Le premier Memorbuch publié est un morceau d'un Memorbuch concernant les communautés de Worms et de Vienne vers 1880.
Le Memorbuch a aussi pour fonction de rappeler le nom des disparus lors des diverses persécutions qu'ont subies les Juifs depuis le Moyen Âge. À ce titre la prière introductive demande à Dieu de se souvenir d'eux. Si Dieu se souvient de ceux qui ont été assassinés, il pourra les venger. L'idée de vengeance a profondément pénétré le rituel religieux des Ashkénazes du Moyen Âge.

## Composition
Les Memorbücher sont presque tous constitués de quatre parties :
- La première partie comporte un titre descriptif qui porte l'indication de la communauté qui l'utilise, le nom du scribe et l'année où la copie en a été effectuée.
- La seconde partie est constituée d'un court paragraphe liturgique, qui comprend les prières qu'il est d'usage de réciter avant et après la cérémonie de commémoration: un cycle de Kinot (élégies) qui relate les persécutions subies, l'Ab ha-Raḥamim, la prière pour les martyrs d'Israël, une autre prière pour les héros et bienfaiteurs d'Israël, le Yizkor, la prière pour les morts[3].
- On trouve ensuite un nécrologe, qui rappelle la mémoire de bienfaiteurs et, d'autre part, le souvenir des morts de la communauté qui ont été estimés dignes de cet honneur.
- Enfin, un martyrologe rappelle la mémoire des martyrs dans l'ordre des villes et des régions où ils ont été tués. Le nom des martyrs n'est pas toujours donné[2].

Les Memorbücher commencent en général par la liste des martyrs de 1096, lors de la première croisade. On y trouve aussi la liste des persécutions pendant la grande peste en 1349-1350.
Les Memorbücher sont écrits en hébreu ou dans la langue vernaculaire de la communauté, le yiddish par exemple. Ils peuvent aussi collecter le nom des victimes de massacres et de persécutions des communautés voisines. C'est le cas des plus anciens Memorbücher. Le rappel des noms des défunts, martyrs ou bienfaiteurs se faisaient généralement le jour de Kippour et très souvent le jour anniversaire des massacres de la première croisade. On lisait la Loi, les prières rituelles étaient récitées ainsi que les listes des martyrs. Au XIXe siècle, le rappel des noms perd progressivement de son importance, et disparaît complètement dans de nombreuses communautés.
La question se pose de savoir comment le nom des victimes de massacres des autres communautés allemandes a pu être connu et consigné par les rédacteurs du Memorbuch d'une autre communauté, celle de Nuremberg par exemple. Israel Jacob Yuval, professeur d'histoire juive à l'Université hébraïque de Jérusalem, pense que ces listes de martyrs ont pu être établies grâce aux registres des impôts des différentes communautés, les survivants des pogroms indiquant sur le registre ceux qui avaient été tués. La liste aurait pu être copiée et recopiée pour d'autres communautés afin de se souvenir du nom des morts.

## LesMemorbüchercélèbres

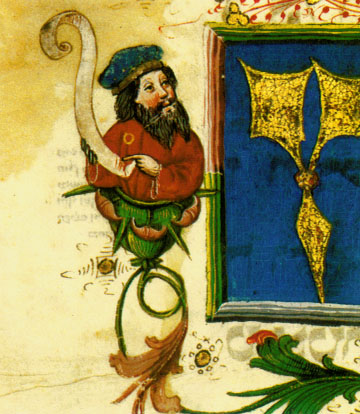
Juif allemand portant la rouelle.
(Manuscrit médiéval (v. 1476)).

Le Memorbuch de Nuremberg appelé parfois Memorbuch de Mayence a commencé à être rédigé en 1296. Il a été publié pour la première fois dans la Revue des études juives en 1882. Il énumère la liste des massacres et leur lieu d'exécution. Pratiquement toutes les villes de Rhénanie et d'Allemagne du Sud sont citées. On y trouve le récit des femmes assassinées pour avoir fait circoncire leur fils, celui du meurtre d'Elazar qui avait refusé de manger du porc. Le Memorbuch raconte entre autres qu'en 1285, la communauté juive de Munich a été accusée de crime rituel. 180 juifs, hommes, femmes, enfants furent alors enfermés dans la synagogue et brûlés en même temps que le bâtiment. Il cite le nom des 941 victimes du pogrom de Wurtzbourg en 1298, celui des 470 victimes de Rothenburg la même année lors des massacres menés par le chevalier Rindfleisch. Les massacres menés par les bandes d'Armleder entre 1336 et 1339 sont mentionnés.
Ces évocations montrent l'importance des communautés juives dans la vallée du Rhin et l'ampleur des persécutions. Des massacres ont lieu régulièrement jusqu'en 1349. Un chroniqueur des massacres, Salomon bar Shimshon, écrit :

« Qui a jamais vu ni entendu de telles choses ? Demandez et voyez : y eut-il jamais une akéda (sacrifice) comme celle-ci dans toutes les générations depuis Adam ? Y eut-il jamais onze cents akédot le même jour, toutes comparables à Abraham liant son fils Isaac pour le sacrifice ? Mais pour celui qui fut lié au mont Moriya, la terre trembla et il est dit : « Voilà que les anges se mirent à pleurer et que le ciel s'assombrit. » Mais que font maintenant les anges ? Pourquoi les cieux ne s'assombrissent-ils pas et les étoiles ne pâlissent-elles pas (...) quand en un seul jour (...) onze cents âmes pures furent sacrifiées, parmi lesquelles des nouveau-nés et des enfants ? Garderas-tu le silence, ô Éternel, notre Dieu ? »

— Salomon bar Shimshon, Harbeman, Séfer gezerot Ashkenaz ve zarfat
Le Memorbuch garde aussi le nom de trente-huit Juifs, dont dix-sept femmes, accusés à tort de meurtre rituel à Blois en 1171 et qui ont été brûlés vifs. Le Memorbuch de Nuremberg a été acheté par un habitant de Mayence qui l'a placé dans la bibliothèque de la communauté juive de la ville, d'où le second nom de Memorbuch de Mayence. Il a été emporté en Angleterre quand sa famille a fui les persécutions nazies.
Le premier Memorbuch de Metz (1610-1724) ne comporte que le nécrologe tenu par la Hevra kaddisha Kabranim, la confrérie qui avait la responsabilité d’organiser les enterrements au sein de la communauté. Il contient 865 notices nécrologiques de rabbins, de lettrés, d'officiants, de médecins, de dirigeants de la communauté, mais aussi de Juifs plus modestes. Les notices citent la date du décès et de l’inhumation, l’origine du défunt s’il vient d’une autre ville, les éventuelles responsabilités dans la communauté, ses dons.
Le Memorbuch de Francfort est un document de plus de 1 000 pages qui raconte l'histoire de la communauté juive de Francfort-sur-le-Main de 1628 à 1907. Il commence par un poème relatant l'incendie de la synagogue de la ville en 1711.
Le Memorbuch de Fürth en Bavière est actuellement conservé au Jüdisches Museum Franken de la ville. Sa rédaction avait commencé, à Vienne, quelques années après l'instauration du ghetto de Vienne par l'empereur Ferdinand II en 1624. En 1670, l'empereur Léopold Ier expulsa les Juifs de Vienne. La famille Fränkel prit le manuscrit et le transporta à Fürth où elle s'installa. Quand les nazis incendièrent la synagogue de Fürth pendant la Nuit de Cristal en 1938, on crut le manuscrit perdu. Mais il fut retrouvé en 1998, dans un appartement de la ville. La communauté juive de Fürth a été anéantie par la Shoah. Dans la tradition des Memorbücher, Gisela Blume a écrit en 1997 Zum Gedenken an die von den Nazis ermorderten Fürther Juden 1933-45.
En Alsace, il existe de nombreux Memorbücher qui attestent d'exécutions de Juifs jusqu'en 1764. On cite entre autres : Rabbi Jacob b. Moïse et Rabbi Moïse b. Efraïm, assassinés entre Colmar et Ribeauvillé en 1715 ; Moïse, fils de Salomon (sans doute de Ribeauvillé), assassiné par son domestique en 1764 dans les environs de Metz. Le Memorbuch de Dornach, datant de 1798 contient des prières en la mémoire des victimes de persécutions en Allemagne, en Autriche, en Bohème, en Espagne, en Pologne et en Hollande.
Le Memorbuch d'Exeter de 1857 est un des rares mémoriaux qui ne concernent pas les communautés juives de Rhénanie. Il nomme les membres de la communauté d'Exeter ainsi que leurs dons. Hommes et femmes sont cités ainsi que leurs fonctions religieuses.

## Les livres de la mémoire après la Shoah

### LesYizker-bikher

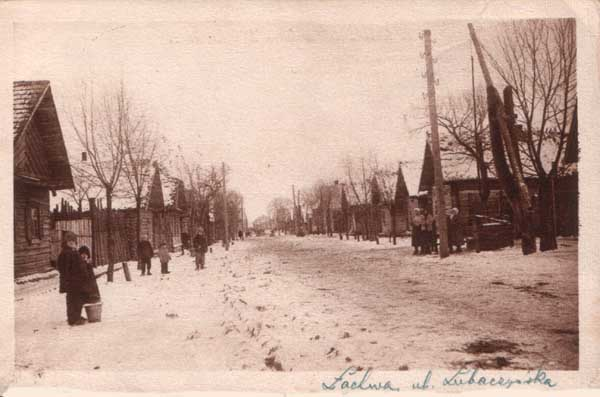
Le shtetl de Lakhva, en Pologne, en 1926

Le souvenir des victimes de la Shoah a conduit à la rédaction et à la publication de nouveaux Memorbücher appelés Yizker-bikher. Yizker est un mot yiddish signifiant "puisse l'Eternel se souvenir". Ces livres ont le plus souvent été élaborés par les membres d'une landsmannschaft, une association d'entraide regroupant les Juifs issus d'une même communauté en Europe avant la Shoah. Les Yizker Bikher racontent l’histoire de la ville, de la communauté juive, notamment dans l'entre-deux-guerres, des membres célèbres de la communauté comme les rabbins ou les écrivains yiddish. Ils sont un témoignage de la splendeur de la vie juive détruite, de l'occupation nazie et du martyre de leur ville ou de leur village, le shtetl. Ils sont pour les chercheurs des sources essentielles pour connaître la vie des Juifs en Europe centrale et orientale: les métiers pratiqués, les rites religieux, les chants et les danses, les instruments joués par les orchestres de Klezmer. Les souvenirs personnels et familiaux sont très présents. Le livre traite surtout des modalités locales de la Shoah. Il se termine par la liste des victimes. Le premier de ces livres est sans doute celui de Łódź, le Lodzer yizker-bukh, publié à New York en 1943 par les Juifs émigrés de cette ville polonaise, même s'il échappe en grande partie à la définition des Yizker-bikher puisque lors de sa parution la communauté juive de Lodz n'avait pas encore été anéantie. Il traduit la culpabilité des rédacteurs d'avoir abandonné leur famille en Pologne et une crise d'identité entre leurs racines et leur nouvelle patrie.
Quatre cent quarante de ces livres sont, en 1979, déjà publiés aux États-Unis, en France, en Argentine principalement, mais aussi en Israël, ce qui n'est qu'une toute petite partie des Yizker-bikher rédigés. De plus, ils ont été généralement diffusés à un faible nombre d'exemplaires, rarement plus de cinq cents. Les collections les plus complètes se trouvent à l'université hébraïque de Jérusalem, à la Maison de la culture yiddish - Bibliothèque Medem à Paris et à l'Institut pour la recherche juive de New York qui détient plus de sept cents recueils. Les Yizker-bikher sont le plus souvent rédigés en yiddish, parfois en Hébreu. Ils peuvent aussi combiner les deux langues.  Soixante-dix de ces Yizker-bikher ont été réunis et traduits en anglais dans From a Ruined Garden: the Memorial Books of Polish Jewry par Jack Kugelmass and Jonathan Boyarin en 1998.
En février 1949, est inauguré à Paris le monument de la synagogue de la Victoire en mémoire des victimes de la barbarie nazie (Juifs mais aussi non-juifs). À cette occasion un coffret, censé renfermer les noms de toutes les victimes juives de la Shoah est déposé au pied du monument, renouant ainsi avec la tradition du Memorbuch. Mais cette initiative est sans lendemain, les familles ne faisant pas inscrire les noms des leurs déportés.

### Les mémoriaux actuels
Après le succès retentissant du roman d'André Schwarz-Bart, Le Dernier des Justes, en 1959, le philosophe André Neher et sa femme, l'historienne Renée Neher entreprennent une vaste opération appelée : Zakhor, c'est-à-dire, souviens-toi. Ils proposent un programme précis aux enseignants, organisent à Strasbourg, une série de quatre rencontres avec des témoins et des historiens dans un cycle intitulé : 'Mort et résurrection du Dernier des Justes '.
Serge Klarsfeld reprend la tradition de Memorbuch quand il publie en 1978 Le Mémorial de la déportation des Juifs de France rédigé à partir de la liste des déportés classés par convois. Dans Le Mémorial des enfants, il essaie de retrouver la photo et l'identité de chacun de 11 000 enfants envoyés vers la mort. Il est imité dans beaucoup de pays, quand c'est possible.
Parmi les Memorbücher récents, on peut citer Le memorbuch, mémorial de la déportation et de la résistance des juifs du Bas-Rhin de René Gutman, Memorbuch Memorbook Sefer Yizkor: A Commemoration to Those Jews of Schleswig-Holstein Perished in the Shoah de Miriam Gillis Carlebach. En France la liste s'enrichit avec d'autres monographies sectorielles: Lorraine, Haut-Rhin, Moselle, Vosges, Dordogne, Nancy, rabbins, convoi particulier. Le souvenir de la Shoah a remis à l'ordre du jour la lecture des noms des disparus comme dans le judaïsme médiéval. Jusqu'à la fin des années 1980, les noms sont lus dans les cimetières entre Rosh-Hashana et Yom Kippour lors de cérémonies devant les caveaux des associations juives. Aujourd'hui, la lecture ne s'adresse plus à la communauté juive mais à toute la nation. Elle a lieu le 21 avril. À Paris, les noms sont égrenés à l'ancien emplacement du vélodrome d'hiver, à Jérusalem devant Yad Vashem.
Il existe aussi des mémoriaux « individualisés ». Le Memorbuch de Henryk Grynberg publié en Pologne en 2000 raconte la vie d'une seule personne, l'éditeur Adam Bromberg, le livre sur la communauté juive de Grünstadt écrit par Kyra Schilling, Odilie Steiner, Elisabeth Weber: Jüdisches Leben in Grünstadt. Dans Les Disparus, Daniel Mendelsohn raconte ses recherches pour retracer la vie des membres de sa famille et la manière  dont ils sont morts. Il rend ainsi hommage aux morts par le biais de nombreux témoignages, à la manière des Yizker Bikher.
Enfin, le projet le plus ambitieux de collecte de noms des déportés de tous les pays est entrepris à Yad Vachem. Les listes des déportés y sont complémentées par les feuilles de témoignage « Daf Ed », remplies par des proches ou amis. Cette liste est consultable en ligne et contient plus de 3 millions de noms.